# 港町 (川崎市)
港町（みなとちょう）は、神奈川県川崎市川崎区の町名である。住居表示が実施されているが、丁目は設けられていない。面積は249519m²。

## 地理
川崎区の北西部に位置し、北は多摩川に臨む。北東は鈴木町、南は国道409号を挟み大師駅前2丁目・伊勢町・旭町2丁目・富士見、西は旭町1丁目に接する。町の北部を東西に京急大師線が走り、西部に港町駅が設けられている。駅の北側には東京電力久根崎変電所と日本コロムビア川崎事業所があったが、その跡地は超高層マンション「リヴァリエ」となっている。美空ひばりの楽曲「港町十三番地」はこの地をイメージしているとされ、2012年には港町駅に記念碑が建てられた。昭和初期に、多摩川から川崎市を横断する運河の計画が立てられた。運河建設は中止になったが、川崎河港水門がその名残をとどめる。水門の西側には、味の素川崎事業所の施設の一部が位置する。町の南部には東芝鋼管（現在の日鉄鋼管）の本社・工場があったが、現在はイトーヨーカドー川崎店やヤマダデンキ・BOOKOFF SUPER BAZAAR 409号川崎港町店からなる「ミナトマチプラザ」となっている。町の西端から鈴木町南部、大師駅前2丁目にかけてはメルシャン川崎工場があったが2003年に閉鎖され、跡地のうち港町にかかる部分はマンションとなっている。

## 歴史
1909年（明治42年）4月、日米蓄音機製造（現 日本コロムビア）が当地で操業を開始。同年5月には国産第1号のレコードを製造した。1937年（昭和12年）に、川崎市堀之内・久根崎・小土呂・砂子・大師河原・新宿・中島・八幡塚の一部から設立された。1972年には、住居表示を実施し、旭町1丁目の一部を編入した。久根崎は六郷の渡しの船着き場として発展し、漁師の基地でもあったことからミナトと称され、町名はこれにちなむと考えられている。日本コロムビアの屋上には1931年にネオンサインが設けられ、東海道線などで東京方面から帰宅する川崎市民に親しまれた。1999年に新装されたが、2002年には川崎工場の分社化により撤去された。

## 世帯数と人口
2025年（令和7年）6月30日現在（川崎市発表）の世帯数と人口は以下の通りである。
| 町丁 | 世帯数    | 人口    |
| ---- | --------- | ------- |
| 港町 | 2,076世帯 | 4,801人 |

### 人口の変遷
国勢調査による人口の推移。
| 年                 | 人口  |
| ------------------ | ----- |
| 1995年（平成7年）  | 345   |
| 2000年（平成12年） | 312   |
| 2005年（平成17年） | 393   |
| 2010年（平成22年） | 411   |
| 2015年（平成27年） | 3,577 |
| 2020年（令和2年）  | 4,820 |

### 世帯数の変遷
国勢調査による世帯数の推移。
| 年                 | 世帯数 |
| ------------------ | ------ |
| 1995年（平成7年）  | 175    |
| 2000年（平成12年） | 169    |
| 2005年（平成17年） | 221    |
| 2010年（平成22年） | 234    |
| 2015年（平成27年） | 1,503  |
| 2020年（令和2年）  | 1,956  |

## 学区
市立小・中学校に通う場合、学区は以下の通りとなる（2025年1月時点）。
| 番地    | 小学校               | 中学校               |
| ------- | -------------------- | -------------------- |
| 1～12番 | 川崎市立旭町小学校   | 川崎市立富士見中学校 |
| 13番    | 川崎市立川中島小学校 | 川崎市立川中島中学校 |

## 事業所
2021年（令和3年）現在の経済センサス調査による事業所数と従業員数は以下の通りである。
| 町丁 | 事業所数 | 従業員数 |
| ---- | -------- | -------- |
| 港町 | 88事業所 | 1,308人  |

### 事業者数の変遷
経済センサスによる事業所数の推移。
| 年                 | 事業者数 |
| ------------------ | -------- |
| 2016年（平成28年） | 99       |
| 2021年（令和3年）  | 88       |

### 従業員数の変遷
経済センサスによる従業員数の推移。
| 年                 | 従業員数 |
| ------------------ | -------- |
| 2016年（平成28年） | 1,185    |
| 2021年（令和3年）  | 1,308    |

## その他

### 日本郵便
- 郵便番号 : 210-0807[3]（集配局 : 川崎港郵便局[22]）

### 警察
町内の警察の管轄区域は以下の通りである。
| 番・番地等 | 警察署     | 交番・駐在所 |
| ---------- | ---------- | ------------ |
| 全域       | 川崎警察署 | 中島町交番   |